# Госвін фон Геріке
Госвін фон Геріке (*Goswin von Herike, д/н —1359) — 25-й магістр Лівонського ордену в 1345—1359 роках. Відомий успішними походами проти Литви і Пскова, а також зведенням численних замків в Лівонії.

## Життэпис

### Кар'єра
Походив з вестфальського шляхетського роду Геріке (варіанти написання Герреке, Гайрке), міністеріалів графства Дортмунд. Дата народження та молоді роки досліджено замало.
У 1341 році призначається феллінським комтуром. 1345 року стає фогтом важливого замку Везенберг. 1345 року його було спрямовано до Данської Естляндії, яка фактично перейшла під управління Лівонського ордену. Тут Геріке став комтуром Ревеля й фактично керуючим цією областю. У вересні того ж року від імені Ордену вів перемовини з данським королем Вальдемаром IV щодо придбання лівонським орденом Данської Естляндії. У грудні 1345 року після відставки магістра Бурхарда фон Драйлебена обирається новим очільником Лівонського ордену.

### На чолі Ордену
Посилив агресивну діяльність по відношенню до Великого князівства Литовського, оскільки його володар Ольгерд отримав вплив в Псковській республіці. Остання в свою чергу підбурювала естів на повстання проти лицарів і данців. Для посилення орденської влади зміцнив та перебував замок Зоренбург на острові Езель, також наказав зміцнити замок Нейгаузен, що захищав шлях до Дерпту. 1347 року за наказом нового магістра було зміцнено Динабурзький замок 4 новими баштами.
Втім перш за все новий магістр намагався вирішити питання власності на Естляндії. Зрештою 1346 року було домовлено про її купівлю в Данії за 19 тис. кельнських марок. Того ж року цю угоду затвердив імператор Священної Римської імперії Людвиг IV (отримав від Ордену 6 тис. бранденбурзьких марок), а 1348 року — папа римський Климент VI. Слідом за цим Госвін фон Геріке підтвердив любекське право для Ревеля.
Лише після цього Госвін фон Геріке перейшов до активної зовнішньої політики. 1348 року особисто очолив похід до Жемайтії, якій завдав численної шкоди, зруйнувавши замки Кулай, Бусінне, Шауляй, Дубіса і землі біля озера Брідвайшіс. Водночас відправив війська проти псковської республіки, де перебував військовий намісник великого князя литовського. 1349 року ливонські війська атакували Псков і Ізборськ, завдавши поразки литовському наміснику Юрію Вітовтовичу, який загинув у битві. Слідом за цим на річці Нарова наказав звести замок Нойшлос. Втім його невдовзі було знищено псковським військом. До кінця життя фон Геріке його відновив.
1353 року було завершено будівництво орденського замку в Ризі, що почалося щеза попереднкиів Госвіна фон Геріке. Цим було зміцнено військову присутність в цьому важливому для Ордену місті. 1357 року зведено кам'яний замок Каркус, що охороняв шлях до Фелліна.
1358 року Госвін фон Геріке атакував Шауляйську землю, а потім спільно з великим магістром Тевтонського ордену Вінріхом фон Кніпроде сплюндрував Жемайтію. Було зруйновано перед тим відновлений замок Дубіса. У 1359 році здійснив новий похід до Литви, але того ж року литовці у відповідь сплюндрували прикордонні орденськіземлі. Невдовзі після цього Госвін фон Геріке помер. Новим очільником Лівонського ордену став Арнольд фон Фітінгхоф.

## Культура
На замовлення магістра Лівонського ордену Госвіна фон Геріке його капеланом Бартоломеєм Гьонеке було складено «Ливонську молодшу римовану хроніку», що охоплювала події з 1315 до 1359 року. Її головним завданням було обґрунтувати закономірність переходу до Лівонському ордену колишніх данських володінь в Північній Естонії.